# PZL.55
PZL.55 – projekt polskiego samolotu myśliwskiego opracowany w Państwowych Zakładach Lotniczych w 1939 roku autorstwa Jerzego Dąbrowskiego (twórca samolotu bombowego PZL.37 Łoś). Myśliwiec bywa niekiedy błędnie oznaczany PZL.62.

## Historia
Pod koniec lat trzydziestych XX wieku Naczelne Dowództwo Lotnictwa podjęło decyzję o opracowaniu nowych samolotów bojowych, w których zastosowano by nowe silniki rzędowe dużej mocy. Podjęto prace nad czterema nowymi konstrukcjami: PZL.56 Kania, PZL.54 Ryś, PZL Łosoś i PZL.55. Projekt samolotu został opracowany przez inż. Jerzego Dąbrowskiego w sierpniu 1939 r. Projekt samolotu powstał w oparciu o doświadczenia przy tworzeniu samolotu PZL.26 oraz samolotu sportowego zbudowanego przez Dąbrowskiego na własny użytek w 1938 r. 
Próby w locie planowane były na okres wiosenno-letni 1940 roku, a pierwszy egzemplarz seryjny miał się pojawić w 1942 roku.

## Konstrukcja
Całkowicie metalowy (duralowy) dolnopłat. Podwozie samolotu klasyczne dwukołowe chowane z kółkiem ogonowym. Kabina pilota jednomiejscowa, zamknięta. PZL.55 posiadał skrzydło o znanym i wypróbowanym profilu JD-12 Łoś. Prototyp PZL.55/I miał być napędzany silnikiem rzędowym Hispano-Suiza 12Y, w samolotach seryjnych planowano użycie silnika Hispano-Suiza 12Z.